# Sukadana (Campaka)
Sukadana is een bestuurslaag in het regentschap Cianjur van de provincie West-Java, Indonesië. Sukadana telt 5028 inwoners (volkstelling 2010).